# Говард Зінн

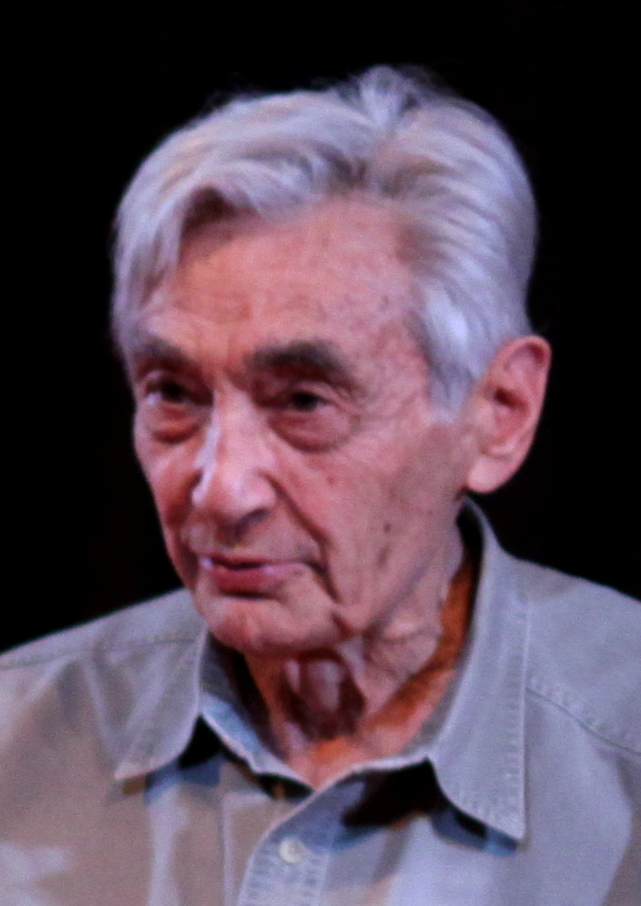

Говард Зінн (англ. Howard Zinn; 24 серпня 1922 — 27 січня 2010) — американський історик, політолог, драматург і лівий інтелектуал єврейського походження, активний учасник численних громадських антивоєнних, антирасистських і правозахисних рухів. Сам Зінн називав свої політичні погляди такими, що перебувають на стику демократичного соціалізму та анархізму, в своїх наукових працях використовував марксистську методологію.

## Біографія
Народився 24 серпня 1922 року в родині єврейських робітників-імігрантів в Брукліні. Батько, Едді Зінн, емігрував з братом з Лемберга (Австро-Угорщина) напередодні Першої світової війни; мати, Дженні Рабинович, раніше жила в Іркутську (Російська імперія). Бідність батьків Зінна не дозволяла йому здобути якісну освіту до Другої світової війни (вдома практично не було книг, за винятком 20-томника творів Чарльза Діккенса), хоча йому вдавалося відвідувати літературні курси в школі ім. Томаса Джефферсона. Коли у віці 17 років приятелі-комуністи запросили Говарда на перший політичний мітинг в його житті, жорстокість кінних поліціянтів, виявлена при розгоні демонстрації, шокувала його.
У роки Другої світової війни антифашист Зінн записався добровольцем. Він служив в бомбардувальній авіації ВПС США (з 1943 по 1945 рік), і саме особистий досвід військової служби сприяв формуванню антивоєнних поглядів Говарда Зінна. Йому доводилося бомбити цілі в Берліні, Чехословаччині та Угорщині. У квітні 1945 року він брав участь в одному із перших бомбардувань з бойовим використанням напалму. Бомбардувалася дружня мета — французьке місто Руаян. У книзі «Політика історії» Зінн згадував, що під час нового відвідування Руаяну в 1966 році дізнався, що під напалмовими бомбами загинуло близько 1000 мирних громадян Франції, смерть яких була згодом оголошена «трагічною помилкою». Повернувшись з війни додому, він помістив всі свої бойові медалі та нагороди в папку з написом «Ніколи більше».
Пізніше він доводив неправомірність і незаконність бомбардувань таких міст, як Дрезден, Руан, Токіо, Хіросіма і Нагасакі. Подібним чином Зінн різко засуджував напалмові бомбардування під час В'єтнамської війни та авіаудар по бомбосховищах Амірія.
Після війни Зінн як демобілізований офіцер зміг здобути вищу освіту завдяки «солдатському біллю про права» (G.I. Bill). Здобувши ступінь бакалавра в Нью-Йоркському університеті (1951), закінчив навчання в Колумбійському університеті за спеціальностями «історія» (1952) і «політологія» (1958). Темою його магістерської роботи був страйк шахтарів штату Колорадо в 1914 році, жорстоко пригнічена промисловцями і владою. Його докторська дисертація була присвячена політичній діяльності ліберального республіканця Фіорелло Ла Ґуардія (передбачив, на думку Зінна, «Новий курс» президента Франкліна Делано Рузвельта) на посаді конгресмена. Що вийшла в 1959 році монографія «Ла Гуардія в Конгресі» була номінована Американською історичною асоціацією як найкраща англомовна книга про історію США.
З 1956 по 1963 рік був професором історії в Спелмановскому коледжі в Атланті. У 1964—1988 роках викладав політологію в університеті Бостона, також був запрошеним професором Паризького університету і Університету Болоньї.
У роки «холодної війни» Говард Зінн поряд з Ноамом Хомским і Сьюзен Зонтаг був в академічному середовищі одним з найпослідовніших критиків зовнішньої політики США як агресивної і імперіалістичної. Виступав проти військових дій у В'єтнамі і Іраку.
Під час викладання в Атланті активно включився в рух за громадянські права і був наставником ряду активістів з-поміж афроамериканських студентів, включаючи Еліс Вокер і Маріан Райт Едельман, нині головуючого Фонду захисту дітей. Зокрема, він співпрацював зі Студентським координаційним комітетом ненасильницьких дій, опротестував 30 порушень Першої та Четвертої поправки до Конституції США в Олбані (штат Джорджія), критикував ФБР і Міністерства юстиції за ігнорування випадків насильства з боку сегрегаціоністів. Хоча Зінн був штатним викладачем, громадянська позиція вченого послужила причиною його звільнення в 1963 році. У наступному, 1964 році, він написав дві книги, присвячені боротьбі афроамериканців за рівні права: «СККНД: Нові аболіціоністи» і «Містика півдня». Згодом Зінн часто звертався до цієї тематики — і як історик, і як безпосередній учасник подій.
У 1980 році була видана його книга «Народна історія США», яка побила всі рекорди за популярністю в традиціях критичної педагогіки. На противагу офіційній версії «історії президентів і генералів», Зінн звертає увагу на ті аспекти, які не завжди адекватно висвітлюються мейнстрімом американської історичної науки: класову боротьбу, американський експансіонізм, геноцид індіанців, негритянські повстання проти рабства, становище робітників, жінок і афроамериканців. 2007 році на основі книги вийшов багатосерійний документальний фільм.
Життя вченого висвітлена в документальному фільмі «Неможливо залишитися нейтральним у поїзді, що їде» (Howard Zinn: You Can not Be Neutral on a Moving Train), що вийшов 2004 року. У фільмі використані інтерв'ю з Ноамом Хомським (який назвав головного героя «совістю покоління»), Томом Хейденом і дружиною Зінна Розлін, музика ряду груп, включаючи «Pearl Jam», а закадровий текст читає актор Метт Деймон, що жив по сусідству з Зінном в Вест- Ньютона, передмісті Бостона. Помер 27 січня 2010 року від інфаркту.

## Книги
- La Guardia in Congress (1959)
- The Southern Mystique (1964)
- SNCC: The New Abolitionists (1964)
- New Deal Thought (1965, редактор)
- Vietnam: The Logic of Withdrawal (1967)
- Disobedience and Democracy (1968)
- The Politics of History (1970)
- The Pentagon Papers: Critical Essays (1972, редактор)
- Postwar America (1973)
- Зінн Г. США після Другої світової війни. — М.: Прогрес, 1977.
- Justice in Everyday Life (1974, редактор)
- A People's History of the United States (1980)
- Зінн Г. Народна історія США — М.: Весь світ, 2006. ISBN 5-7777-0237-6
- Declarations of Independence: Cross-Examining American Ideology (1991)
- Failure to Quit: Reflections of an Optimistic Historian (1993)
- You Can't Be Neutral on a Moving Train (1994)
- The Zinn Reader (1997)
- The Future of History (1999)
- Marx in Soho: A Play on History (1999)
- Howard Zinn on War (2000)
- Howard Zinn on History (2000)
- Terrorism and War (2002)
- Emma: A Play in Two Acts About Emma Goldman (2002)
- Artists in Times of War (2003)
- Passionate Declarations: Essays on War and Justice (2003)
- Voices of a People's History of the United States (2004, в соавторстве)
- A People's History of the Civil War: Struggles for the Meaning of Freedom by David Williams, Howard Zinn (Series Editor) (2005)ISBN 978-1-59558-018-4.
- A Power Governments Cannot Suppress (2006)
- History Matters: Conversations on History and Politics (2006, в соавторстве)
- A Young People's History of the United States (2007, в 2 тт.: Т. 1. Columbus to the Spanish-American War. Т. 2. Class Struggle to the War on Terror.
- A People's History of American Empire (2008, в соавторстве)
- The Bomb (City Lights Publishers, 2010) ISBN 978-0-87286-509-9.
- The Historic Unfulfilled Promise (City Lights Publishers, 2012) ISBN 978-0-87286-555-6